# Schwangau
Schwangau là một đô thị ở Ostallgäu bang Bayern thuộc nước Đức.